# يزيد بن زياد بن مهاصر
يزيد بن زياد بن مهاصر المعروف بأبي الشعثاء الكندي كان في جيش عمر بن سعد في البداية ثم انضم إلى جيش الحسين بن علي. واسُتشهد في معركة كربلاء.

## النسب
يزيد بن زياد بن مهاصر من قبيلة كندة من عشيرة بني بهدلة. كنيته أبو الشعثاء.

## صحبته للحسين بن علي
ولما أرسل ابن زياد كتابًا إلى الحر بن يزيد، عرف أبو الشعثاء صاحبَ الكتاب، إذ كانا من قبيلته، فقال له: ثكلتك أمك، ما الذي بلغته؟
فأجاب: أطعت إمامي (أي ابن زياد) وحافظت على بيعتي له.
فقال أبو الشعثاء: عصيتم الله وأطعتم إمامكم على أنفسكم ونلتم العار والنار  فخرج من الكوفة قبل أن يقترب الحر بن يزيد وجيشه من قافلة الحسين، ثم انضم إليه.
وقيل: إنه رافق جيش عمر بن سعد من الكوفة إلى كربلاء. ولكن عندما وجد أن مقترحات الحسين بن علي قد رُفضت، انضم إلى جيش الحسين.

## في يوم عاشوراء
كان يقاتل وهو يمتطي حصانه. ولما ذُبح جواده جلس إلى جوار الحسين، ورمى مائة سهم على جيش عمر بن سعد. بعد رمي كل سهم، كان يُهمهم.
ولما نفدت سهام أبو الشعثاء قام وقال: لم يصب إلا خمسة سهام.
قاتل حتى استشهد.